# 이강민 (아나운서)
이강민(1990년 6월 5일 ~ )은 대한민국 CBS의 아나운서이다.

## 출연 프로그램

### 현재
- CBS 뉴스

### 과거
- CBS 표준FM - 《그대 창가에 이강민입니다》
- CBS 표준FM - 《굿모닝뉴스 이강민입니다》